# Organisation spéciale (Empire ottoman)
Pour les articles homonymes, voir OS.
La seconde Organisation spéciale (en turc Teşkilat-i Mahsusa) est une unité créée par les chefs de l'Ittihad en 1914 et impliquée dans le génocide arménien. Le terme d'Organisation spéciale désignait au départ une organisation fondée dès 1911 dans l'Empire ottoman et placée sous les ordres du ministère de la Guerre.
L'existence et l'action de l'Organisation spéciale ont été révélées en avril-mai 1919 lors du procès du Parti Union et Progrès, après avoir été abordées par les quotidiens turcs Hadisat et Sabah dès la fin de l'année 1918.

## Rôle
Créée en juillet 1914 par le comité central du Comité Union et Progrès (CUP) avec la coopération du ministère de l'Intérieur et de celui de la Justice, l'OS s'est spécialisée dans l'extermination des convois de déportés arméniens.
L'organisation, dont le siège du Comité central était situé à Constantinople, fut dirigée par le Docteur Selanikli Nazım, Atif bey, Aziz bey et Cemal bey. Le centre opérationnel d'Erzéroum était sous la responsabilité de Behaeddine Chakir.
Midhat Sükrü, le secrétaire général du Parti Union et Progrès, assurait la liaison entre le Parti et l'Organisation spéciale.
Des prisonniers de droit commun, libérés par le ministère de la Justice et organisés en bandes de combattants irréguliers, les tchétés (çete), furent entraînés dans le centre de Çorum avant d'être envoyés massacrer les Arméniens.